# ألفيموبان
ألفيموبان (Alvimopan) (الاسم التجاري هو إنتيريغ) هو دواء يسلك سلوك مضادات الأفيونات-μ الفعالة بشكل محيطي. مع قدرة محدودة على عبور الحاجز الدموي الدماغي، فإن الكثير من التأثيرات الجانبية غير المرغوبة لمقلدات الأفيونات كالإمساك قد انخفضت بدون إعطاء تأثير فقدان الشعور بالألم أو الانسحاب السريع.
قامت إدارة الغذاء والدواء باستعراض سلامة وفعالية الدواء ووافقت على استخدامه في أيار 2008.

## الاستطباب
- يستعمل ألفيموبان عند المرضى لتجنب الشكاوى المعوية بعد الجراحية التي تتبع الاستئصال الجزئي للأمعاء الدقيقة أو الغليظة عند المفاغرة الأولية. *يسرع ألفيموبان فترة الاستشفاء المعدي المعوي الذي يتم تحديدة بالزمن حتى أول حركة أو غاز معوي.

## آلية التأثير
يرتبط الألفيموبان تشاركياً مع مستقبلات الأفيونات-mu في السبيل المعدي المعوي. وبشكل غير شبيه بالميتيلناتريكسون (وهو مضاد مستقبلات-mu آخر فعال بشكل محيطي) الذي يعطي أميناً رابعياً, فإن انتقائية ألفيموبان للمستقبلات المحيطية تعود لحركيته. يرتبط ألفيموبان بالمستقبلات-mu المحيطية ب Ki تقدر ب 0.2 نانو غرام/مل ويتفكك بشكل أبطأ من معظم الروابط الأخرى.

## الحركية الدوائية

### الامتصاص
- يتم بلوغ قمة التركيز البلازمي (Cmax) له بعد ما يقارب الساعتين بعد الجرعة الفموية، في حين أن Cmax المستقلب تبلغ بعد 36ساعة بعد الجرعة الفموية.
- ينتج عن الألفة العالية له للمستقبلات ميو المحيطية توافر حيوي أقل من 7%.

### التوزيع
يرتبط 80%-90% من الألفيموبان الموجود بشكل جهازي ببروتينات البلازما. عند مرحلة الثبات، يبلغ حجم التوزع تقريبا 30ليتر.

### الاستقلاب
لا يخضع الألفيموبان للاستقلاب الكبدي بشكل ملحوظ، لكنه يستقلب بواسطة الفلورا المعوية. ينتج الاستقلاب المعوي مستقلب فعال من دون تداخلات دوائية ملاحظة سريريا.

### الإطراح
يخضع 35% من الألفيموبان للإطراح الكلوي وأكثر من 50% يطرع عن طريق الصفراء (المرارة). يطرح الدواء المستقلب بواسطة الفلورا المعوية في البراز. العمر النصفي للإطراح 10-17ساعة في حين أن الاستقلاب المعوي 10-18ساعة.

## الجرعة والإعطاء
- تم ترخيص الألفيموبان للاستخدام القصير فقط لما لا يزيد عن 15 جرعة. وهو متوفر للمرضى المقيمين داخل المؤسسات التي تمت الموافقة عليها وتسجيلها ضمن برنامج Entereg للدعم والتثقيف (E.A.S.E.) .
- يتوفر هذا الدواء على شكل كبسولة جيلاتينية زرقاء فيها 12ملغ منه. الجرعة الموصى بها للكبار هي إعطاء 12 ملغ بمدة 30 دقيقة إلى 5 ساعات قبل الجراحة و 12 ملغ مرتين يوميا لمدة سبعة أيام بعد العمل الجراحي. ينبغي أن يحصل المريض على ما لا يزيد عن 15 جرعات.

## الآثار الجانبية
الآثار الجانبية الأكثر شيوعا:

## موانع الاستعمال
يمنع استعمال الألفيموبان إطلاقا في المرضى الذين أخذوا جرعات علاجية من المواد الأفيونية لأكثر من سبعة أيام متتالية مباشرة قبل موعد بدأ الألفيموبان لأن الأفراد الذين تعرضوا مؤخرا للمواد الأفيونية يتوقع أن يكونوا أكثر حساسية لآثار مضاهئات مستقبلات ميو الأفيونية. يشير الموقع المحيطي لعمل الألفيموبان إلى أن مثل هذه الحساسية قد تسرع من آثار الجهاز الهضمي ما عدا عسر الهضم.

## تحذيرات

### احتشاء عضلة القلب
- خلال التجارب السريرية التي استمرت ل 12 شهر على الألفيموبان بجرعة 0.5ملغ مرتين يوميا سجلت تقارير لاحظت زيادة حالات احتشاء عضلة القلب لدى المرضى المعالجين به مقارنة بالغفل.
- حدثت غالبية هذه الأحداث بين الأشهر الأولى والرابعة من العلاج. لم يتم إيجاد علاقة سببية بين الألفيموبان واحتشاء عضلة القلب، ولم يرد هذا التأثير في دراسات لاحقة.

### الفشل الكبدي الحاد
- اختلال كبدي حاد: أثناء التجارب السريرية كان هنالك مريض واحد يعاني من فشل كبدي حادوذلك بزيادة مقدارها 10 أضعاف في CMAX مقارنة مع متطوعين أصحاء. اثنين من المرضى الآخرين مع نقاط Child-Pugh مماثلة (فئة ج) لم يتعرضوا لهذه الظاهرة نفسها.

### المراحل الأخيرة للمرض الكلوي
لم تتم دراسة الألفيموبان على مرضى الكلى بالمراحل الأخيرة.

### انسداد الأمعاء
لا ينصح باستعمال ألفيموبان عند المرشحين جراحياً لتصحيح الانسداد الكامل للأمعاء.

## التداخلات الدوائية
- لا يعد الألفيموبان ركيزة لجملة السيتوكروم P450. وبالتالي لا توجد تداخلات متوقعة مع الأدوية التي تُستقلب كبدياً. الألفيموبان هو ركيزة لـ P-غليكوبروتين.
- نتوقع تداخلات مع مثبطات الـ P-غليكوبروتين المعروفة مثل: الأميودارون والديبريديل والديلتيازم والسيكلوسبورين والايتراكونازول والكينين والسبيرونولاكتون والفيرباميل.